# Lenne (Weser)
De Lenne is een rivier in Nedersaksen, Duitsland, welke uitmondt in de Wezer.
Daar waar de Lenne in de Wezer uitmondt, wordt door de Lenne zand afgezet, waardoor in de Wezer een zogenaamde voorde werd gecreëerd, een doorwaadbare plaats in de rivier. Hier werd in 960 het Klooster van Kemnade gesticht. Ook is de rivierloop in het landschap uitgesleten, waardoor de monding de bijnaam Braunschweigische Pforte heeft gekregen.